# Cystangium theodoroui
Cystangium theodoroui är en svampart som beskrevs av T. Lebel 2003. Cystangium theodoroui ingår i släktet Cystangium och familjen kremlor och riskor.   Inga underarter finns listade i Catalogue of Life.